# Protium demerarense
Protium demerarense är en tvåhjärtbladig växtart som beskrevs av Swart. Protium demerarense ingår i släktet Protium och familjen Burseraceae. Inga underarter finns listade i Catalogue of Life.